# Нахман із Брацлава

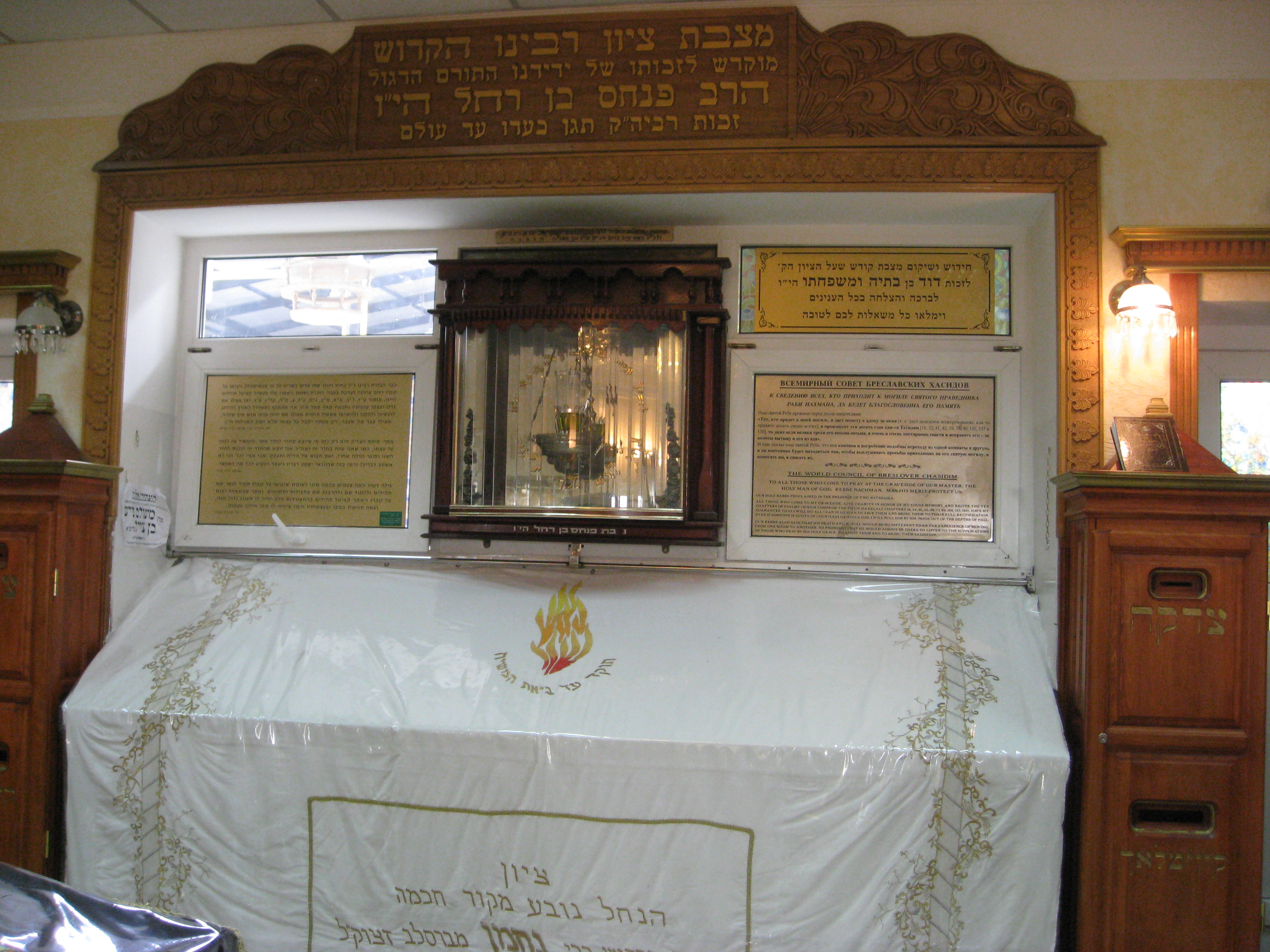
Труна рабина Нахмана в Умані, Черкаська обл.

Раббі Праведний Нахман із Брацлава (в розмовній мові — Ребе Нахман) (4 квітня 1772, Меджибіж — 16 жовтня 1810, Умань) — засновник брацлавського (бресловського) хасидизму.

## Біографія
Правнук засновника хасидизму Ісраеля Баал Шем Това. Батьки: р. Сімха син р. Нахмана з Городенки (одного з найближчих учнів та послідовників Баал Шем Това) і ребецне Фейга, внучка Баал Шем Това.
Р. Нахман виріс у домі самого Баал Шем Това, який успадкували його батьки. Дитинство р. Нахмана минуло в атмосфері, насиченій хасидськими переказами. Незадовго до бар-міцви (13 років) він склав збірку афоризмів на теми різноманітних проявів єврейського духовного життя «Книга моральних якостей». Після свого одруження в 13 років р. Нахман поселився в Осятині (Старій Осоті) в тестя. Р. Нахман багато часу проводив в молитвах і усамотненій медитації у сусідньому лісі, постійно постився і поглиблено вивчав Кабалу. Після смерті тестя переїхав до Медведівки, де почав формуватися особливий стиль майбутнього брацлавського хасидизму.
Р. Нахман почав різко виступати проти деяких лідерів хасидизму, звинувачуючи їх в занепаді хасидського руху. У 1798 здійснив поїздку в Ерец Ісраель, побував у Цфаті і Тверії, але не зміг добратися до Єрусалима через нашестя Наполеона I.
З 1800 року Нахман проживав у Медведівці, згодом переїхав до Златополя. Тут від туберкульозу померла його дружина й була похована на місцевому єврейському цвинтарі.
Після повернення відновилася жорстока боротьба р. Нахмана з багатьма лідерами хасидизму, що отримала в літературі брацлавських хасидів назву й'мей а-царот («час мук»). Р. Нахману довелося декілька разів змінити місце проживання. За цей час він відвідав синагоги, в тому числі і Велику синагогу в Дубно на Волині (тепер Рівненська область), одну з найбільших в Україні, і могили родичів там же. Остаточно р. Нахман поселився в Брацлаві (в єврейській транскрипції — Брослев), який став центром його «двору». Тут р. Нахман познайомився з р. Носоном (Натаном) Штернгарцем, який став його найближчим послідовником і згодом присвятив своє життя для збереження спадщини р. Нахмана та поширення його вчення.
У 1810 р. раббі Нахман, відчуваючи близьку смерть, вирішив поселитися в Умані, де за декілька років до його народження відбулося гайдамацьке повстання і постраждало чимало євреїв. «На жаль, деякі душі не можуть знайти прихисток і залишаються пропащими, Рабін Нахман вважав, що втрачені душі під час уманської різні — втрачені, тіла тисяч жінок і дітей, коли Раббі Нахман вперше прибув до Умані — він побачив цю могилу, і назвав її садом, він сказав своїм послідовникам, щоб його там поховали — в полі Розправи, як він сказав — його душа — втішить души жертв». Там він помер 16 жовтня від сухот і був похований на єврейському кладовищі поруч із загиблими від різні під час повстання гайдамаків — Коліївщини.

## Могила раббі Нахмана
Могила раббі Нахмана стала місцем паломництва послідовників його вчення. Це тривало до середини 1920-х років. Під час Другої світової війни могила була зруйнована, а в післявоєнні часи територія старого єврейського кладовища була забудована житловими будинками. Деякі послідовники Нахмана робили спроби розкопати та упорядкувати залишки могили вчителя. І тільки в кінці 1980-х років ця справа набула широкого масштабу.
Паломництво відродилося на початку перебудови і особливо після отримання незалежності України. У 1994 році указом Президента України місце поховання рабі Нахмана отримало статус історико-культурного центру. Брацславські хасиди викупили землю, де розташовувалася могила вчителя[джерело?]. У січні 1993 р. під час своєї поїздки в Єрусалим Леонід Кравчук дав згоду на перенесення залишків раббі Нахмана в Єрусалим. Але проти цього виступили лідери брацлавських хасидів, бо це суперечило волі покійного. У 1996 р. двоє ізраїльських хасидів вчинили спробу викрадення останків Нахмана для перепоховання, але їм перешкодила українська міліція.
Нині на Рош га-Шана, юдейський Новий рік, тисячі брацлавських хасидів приїжджають на могилу цадика. У 2015 р. їх було до 30 тисяч, 2016 року — більше 31 тисячі.
21 грудня 2016 року в Умані на могилі цадика Нахмана вчинено акт вандалізму — приміщення було залито червоною фарбою та в нього була підкинута відрізана свиняча голова із зображенням свастики. Розслідування цього злочину в могильному комплексі «Цадика Нахмана» в Умані взяв під особистий контроль генеральний прокурор України.

## Вибрані цитати
Музика породжена духом пророків
і містить в собі силу, здатну
підняти кожного до рівня
пророчого натхнення.

Ти знаходишся там, де твої думки. Отож, попіклуйся про те, аби твої думки знаходилися там, де ти хочеш бути.

Все у світі — все, що існує, і все що відбувається — це випробовування, призначення якого — дати тобі свободу вибору.
Вибирай з розумом. Знай! Весь світ — дуже вузький міст… і головне, зовсім не боятися!

## Книги
- Лікутей Моаран
- Лікутей Ецот
- Історії р. Нахмана

В останні роки з'явилося декілька «таємних» праць р. Нахмана. Серед них у 2006 р. — видіння про пришестя месії Мегілот старім («Сувії таємниць»), записане р. Натаном зі слів вчителя в 1806 р. в закодованому вигляді і яке 200 років вважалося втраченим.

## Книги про Нахмана
- «Умань, Умань, Рош-а-Шоно…»
- Іцхак Брейтер. День життя Брацлавського хасида; Авраам Грінбаум. Питання і відповіді щодо брацлавського хасидизму. — Санкт-Петербург: «Роспринт», 1992. ISBN 5-87180-009-2